# Élections législatives de 1973 dans le Calvados
Les élections législatives françaises de 1973 se déroulent les 4 et 11 mars 1973. Dans le département du Calvados, cinq députés sont à élire dans le cadre de cinq circonscriptions.

## Élus
| Circonscription | Député sortant      | Parti | Parti | Député élu ou réélu | Parti | Parti |
| --------------- | ------------------- | ----- | ----- | ------------------- | ----- | ----- |
| 1re             | Henri-François Buot |       | UDR   | Louis Mexandeau     |       | PS    |
| 2e              | Robert Bisson       |       | UDR   | Robert Bisson       |       | UDR   |
| 3e              | Michel d'Ornano     |       | RI    | Michel d'Ornano     |       | RI    |
| 4e              | Raymond Triboulet   |       | UDR   | François d'Harcourt |       | CNIP  |
| 5e              | Olivier Stirn       |       | UDR   | Olivier Stirn       |       | UDR   |

## Résultats

### Résultats à l'échelle du département
| Parti                 | Parti                                       | Premier tour | Premier tour | Second tour | Second tour | Sièges |
| Parti                 | Parti                                       | Voix         | %            | Voix        | %           | Sièges |
| --------------------- | ------------------------------------------- | ------------ | ------------ | ----------- | ----------- | ------ |
|                       | Union des démocrates pour la République     | 88 955       | 35,34        | 76 153      | 36,77       | 2      |
|                       | Républicains indépendants                   | 22 412       | 8,90         | 25 094      | 12,11       | 1      |
|                       | Centre national des indépendants et paysans | 9 664        | 3,84         | 14 877      | 7,18        | 1      |
|                       | Union des républicains de progrès           | 121 031      | 48,08        | 116 124     | 56,06       | 4      |
|                       |                                             |              |              |             |             |        |
|                       | Parti socialiste                            | 46 310       | 18,40        | 68 110      | 32,88       | 1      |
|                       | Parti communiste français                   | 39 595       | 15,73        | 17 835      | 8,61        | 0      |
|                       | Parti socialiste unifié                     | 4 593        | 1,82         |             |             | 0      |
|                       | Union de la gauche                          | 90 498       | 35,95        | 85 945      | 41,49       | 1      |
|                       |                                             |              |              |             |             |        |
|                       | Mouvement réformateur                       | 34 967       | 13,89        | 5 064       | 2,44        | 0      |
|                       | Ligue communiste révolutionnaire            | 2 806        | 1,11         |             |             | 0      |
|                       | Front national                              | 2 440        | 0,97         | 0           |             |        |
|                       |                                             |              |              |             |             |        |
| Inscrits              | Inscrits                                    | 313 149      | 100,00       | 263 303     | 100,00      | 5      |
| Abstentions           | Abstentions                                 | 56 101       | 17,92        | 50 916      | 19,34       |        |
| Votants               | Votants                                     | 257 048      | 82,08        | 212 387     | 80,66       |        |
| Blancs et nuls        | Blancs et nuls                              | 5 306        | 2,06         | 5 254       | 2,47        |        |
| Exprimés              | Exprimés                                    | 251 742      | 97,94        | 207 133     | 97,53       |        |
| Source : Data.gouv.fr |                                             |              |              |             |             |        |

### Résultats par circonscription

#### Première circonscription (Caen)
| Candidat       | Candidat                    | Parti          | Premier tour | Premier tour | Second tour | Second tour |  |
| Candidat       | Candidat                    | Parti          | Voix         | %            | Voix        | %           |  |
| -------------- | --------------------------- | -------------- | ------------ | ------------ | ----------- | ----------- |  |
|                | Henri-François Buot sortant | UDR (URP)      | 30 096       | 36,35        | 40 456      | 49,68       |  |
|                | Louis Mexandeau élu         | PS (UGSD)      | 18 229       | 22,01        | 40 981      | 50,32       |  |
|                | André Mathieu               | MR             | 12 908       | 15,59        | Retrait     | Retrait     |  |
|                | Jean Goueslard              | PCF            | 12 442       | 15,03        | Retrait     | Retrait     |  |
|                | Bernard Anne                | PSU            | 4 593        | 5,55         |             |             |  |
|                | Claude Ganne                | LCR            | 2 806        | 3,39         |             |             |  |
|                | Denis Lelièvre              | FN             | 1 730        | 2,09         |             |             |  |
|                |                             |                |              |              |             |             |  |
| Inscrits       | Inscrits                    | Inscrits       | 105 871      | 100,00       | 105 814     | 100,00      |  |
| Abstentions    | Abstentions                 | Abstentions    | 21 186       | 20,01        | 21 633      | 20,44       |  |
| Votants        | Votants                     | Votants        | 84 685       | 79,99        | 84 181      | 79,56       |  |
| Blancs et nuls | Blancs et nuls              | Blancs et nuls | 1 881        | 2,22         | 2 744       | 3,26        |  |
| Exprimés       | Exprimés                    | Exprimés       | 82 804       | 97,78        | 81 437      | 96,74       |  |

#### Deuxième circonscription (Falaise - Lisieux)
| Candidat       | Candidat                    | Parti          | Premier tour | Premier tour | Second tour | Second tour |  |
| Candidat       | Candidat                    | Parti          | Voix         | %            | Voix        | %           |  |
| -------------- | --------------------------- | -------------- | ------------ | ------------ | ----------- | ----------- |  |
|                | Robert Bisson sortant réélu | UDR (URP)      | 18 129       | 43,08        | 22 139      | 52,97       |  |
|                | Henry Delisle               | PS (UGSD)      | 11 414       | 27,12        | 19 659      | 47,03       |  |
|                | René Brosseau               | PCF            | 6 159        | 14,63        | Retrait     | Retrait     |  |
|                | Jacques Verain              | CD (MR)        | 5 673        | 13,48        | Retrait     | Retrait     |  |
|                | Yves Duprés                 | FN             | 710          | 1,69         |             |             |  |
|                |                             |                |              |              |             |             |  |
| Inscrits       | Inscrits                    | Inscrits       | 52 088       | 100,00       | 52 095      | 100,00      |  |
| Abstentions    | Abstentions                 | Abstentions    | 9 034        | 17,34        | 9 097       | 17,46       |  |
| Votants        | Votants                     | Votants        | 43 054       | 82,66        | 42 998      | 82,54       |  |
| Blancs et nuls | Blancs et nuls              | Blancs et nuls | 969          | 2,25         | 1 200       | 2,79        |  |
| Exprimés       | Exprimés                    | Exprimés       | 42 085       | 97,75        | 41 798      | 97,21       |  |

#### Troisième circonscription (Pont-l'Évêque)
| Candidat       | Candidat                      | Parti          | Premier tour | Premier tour | Second tour | Second tour |  |
| Candidat       | Candidat                      | Parti          | Voix         | %            | Voix        | %           |  |
| -------------- | ----------------------------- | -------------- | ------------ | ------------ | ----------- | ----------- |  |
|                | Michel d'Ornano sortant réélu | RI (URP)       | 22 412       | 45,94        | 25 094      | 52,29       |  |
|                | André Lenormand               | PCF            | 13 437       | 27,54        | 17 835      | 37,16       |  |
|                | François Demaison             | CD (PDM)       | 6 639        | 13,61        | 5 064       | 10,55       |  |
|                | Joël Picard                   | PS (UGSD)      | 6 299        | 12,91        | Retrait     | Retrait     |  |
|                |                               |                |              |              |             |             |  |
| Inscrits       | Inscrits                      | Inscrits       | 59 754       | 100,00       | 59 755      | 100,00      |  |
| Abstentions    | Abstentions                   | Abstentions    | 10 073       | 16,86        | 11 001      | 18,41       |  |
| Votants        | Votants                       | Votants        | 49 681       | 83,14        | 48 754      | 81,59       |  |
| Blancs et nuls | Blancs et nuls                | Blancs et nuls | 894          | 1,8          | 761         | 1,56        |  |
| Exprimés       | Exprimés                      | Exprimés       | 48 787       | 98,2         | 47 993      | 98,44       |  |

#### Quatrième circonscription (Bayeux)
| Candidat       | Candidat                  | Parti          | Premier tour | Premier tour | Second tour | Second tour |  |
| Candidat       | Candidat                  | Parti          | Voix         | %            | Voix        | %           |  |
| -------------- | ------------------------- | -------------- | ------------ | ------------ | ----------- | ----------- |  |
|                | Raymond Triboulet sortant | UDR (URP)      | 12 624       | 34,79        | 13 558      | 37,76       |  |
|                | François d'Harcourt élu   | CNIP           | 9 664        | 26,63        | 14 877      | 41,43       |  |
|                | Roger Jouet               | CD (MR)        | 4 982        | 13,73        | Retrait     | Retrait     |  |
|                | Pierre Bourgine           | PS (UGSD)      | 4 680        | 12,9         | 7 470       | 20,8        |  |
|                | Georges Fauvel            | PCF            | 4 339        | 11,96        |             |             |  |
|                |                           |                |              |              |             |             |  |
| Inscrits       | Inscrits                  | Inscrits       | 45 625       | 100,00       | 45 639      | 100,00      |  |
| Abstentions    | Abstentions               | Abstentions    | 8 601        | 18,85        | 9 185       | 20,13       |  |
| Votants        | Votants                   | Votants        | 37 024       | 81,15        | 36 454      | 79,87       |  |
| Blancs et nuls | Blancs et nuls            | Blancs et nuls | 735          | 1,99         | 549         | 1,51        |  |
| Exprimés       | Exprimés                  | Exprimés       | 36 289       | 98,01        | 35 905      | 98,49       |  |

#### Cinquième circonscription (Vire)
|                | Olivier Stirn sortant réélu | UDR (URP)      | 28 106 | 67,28  |  |  |  |
|                | André Ledran                | PS (UGSD)      | 5 688  | 13,62  |  |  |  |
|                | Jean-Claude Mahias          | MR             | 4 765  | 11,41  |  |  |  |
|                | André Fabre                 | PCF            | 3 218  | 7,7    |  |  |  |
|                |                             |                |        |        |  |  |  |
| Inscrits       | Inscrits                    | Inscrits       | 49 811 | 100,00 |  |  |  |
| Abstentions    | Abstentions                 | Abstentions    | 7 207  | 14,47  |  |  |  |
| Votants        | Votants                     | Votants        | 42 604 | 85,53  |  |  |  |
| Blancs et nuls | Blancs et nuls              | Blancs et nuls | 827    | 1,94   |  |  |  |
| Exprimés       | Exprimés                    | Exprimés       | 41 777 | 98,06  |  |  |  |